# Valve电子游戏列表

Valve公司的商标

Valve是一间美国电子游戏开发商及发行商，由加布·纽维尔和迈克·哈灵顿创立于1996年。公司总部位于华盛顿州贝尔维尤。Valve的第一款作品是第一人称射击游戏《半衰期》（中国大陆又译作），于1998年发行。其获得广泛好评，销量超过900万。在发布《半衰期》的同时，Valve还发布了开发工具供玩家社区自行生产内容和模组。公司随后再聘用热门模组的作者为员工，模组《反恐精英》在发行后十年一直是最流行的多人第一人称射击游戏。
进入21世纪，Valve依然主要开发第一人称视角游戏，其中许多作品获得好评。2004年，其在旗下数字发行平台Steam中发布备受关注的续作《半衰期2》，游戏得到高度评价，销量达数百万份。随后，Valve为《半衰期2》制作了两节续章，并与解谜游戏《传送门》及多人射击游戏《军团要塞2》一同打包进游戏包《橙盒》当中。截至2008年末，《半衰期》系列、《反恐精英》系列和《橙盒》零售销量合共超过3200万。加布·纽维尔曾预计，随着Steam逐渐发展壮大，Valve游戏的数字销量将超过零售销量。2000年代后期，Valve发布了两款丧尸主题的第一人称射击游戏《求生之路》及《求生之路2》，强调玩家之间的合作。此外，其还制作了多人游戏《反恐精英：全球攻势》及《Dota 2》，并围绕两者培养了庞大的电子竞技社群。2010年代，Valve着重为其多人游戏更新内容。10年代后期，其开始研究虚拟现实技术，并使用该技术开发了游戏及配套软件，如《半衰期：爱莉克斯》。
Valve被认为是游戏产业中最重要的企业之一。部分电子游戏媒体认为，其开发的数字发行平台Steam和旗下众多游戏取得了成功，令其成为史上最顶级的游戏开发商之一，且是最具影响力的电脑游戏公司。2013年，加布获颁英国电影学院终身成就奖，英国电影和电视艺术学院电子游戏委员会认为，Valve制作了许多享获盛誉的游戏系列，给游戏产业带来了深远影响。

## 发行游戏
| 作品 | |
| --- | --- |
| 《半衰期》首发日期： - 北美：1998年11月19日 - 欧洲：1998年11月27日 - 日本：2000年7月14日              | 各平台发行年份： - 1998 – Windows - 2001 – PlayStation 2 - 2013 – Linux、OS X                                                                                                   |
| 《半衰期》首发日期： - 北美：1998年11月19日 - 欧洲：1998年11月27日 - 日本：2000年7月14日              | 备注： - 拥有单人战役及多人死亡竞赛的第一人称射击游戏 - PlayStation 2版本拥有独占的合作游戏扩展包《半衰期：衰变》，由Gearbox软件公司开发 - Dreamcast版本最终取消                |
| 《军团要塞》首发日期： - 全球：1999年4月7日                                                           | 各平台发行年份： - 1999 – Windows - 2013 – Linux、OS X |
| 《军团要塞》首发日期： - 全球：1999年4月7日                                                           | 备注： - 多人射击游戏 - 原本为《雷神之锤》的一款模组，其开发者加入Valve后将其重制为《半衰期》的模组                                                                             |
| 《半衰期：针锋相对》首发日期： - 北美：1999年11月19日 - 欧洲：1999年11月23日 - 日本：2000年7月14日    | 各平台发行年份： - 1999 – Windows - 2013 – Linux、OS X |
| 《半衰期：针锋相对》首发日期： - 北美：1999年11月19日 - 欧洲：1999年11月23日 - 日本：2000年7月14日    | 备注： - 《半衰期》的第一款扩展包 - 与Gearbox软件公司合作开发 |
| 《跳跃攻击》首发日期： - 全球：2000年11月1日                                                          | 各平台发行年份： - 2000 – Windows - 2013 – Linux、OS X |
| 《跳跃攻击》首发日期： - 全球：2000年11月1日                                                          | 备注： - 多人跳跃游戏，艺术风格与《电子世界争霸战》相似 - 其为《半衰期》的一款模组 - 2002年6月免费附加至《半衰期》中                                                            |
| 《反恐精英》首发日期： - 全球：2000年11月9日                                                          | 各平台发行年份： - 2000 – Windows - 2003 – Xbox - 2013 – Linux、OS X |
| 《反恐精英》首发日期： - 全球：2000年11月9日                                                          | 备注： - 多人射击游戏 - 其为《半衰期》的一款模组，开发者受雇于Valve |
| 《死亡竞赛》首发日期： - 全球：2001年6月7日                                                           | 各平台发行年份： - 2001 – Windows - 2013 – Linux、OS X |
| 《死亡竞赛》首发日期： - 全球：2001年6月7日                                                           | 备注： - 其为《半衰期》的一款模组 - 使用GoldSrc引擎对《雷神之锤》死亡竞赛模式进行的重制，《雷神之锤》为id Software旗下的第一人称射击游戏                                        |
| 《半衰期：蓝色行动》首发日期： - 北美：2001年6月12日 - 欧洲：2001年6月12日 - 日本：2001年6月22日      | 各平台发行年份： - 2001 – Windows - 2013 – Linux、OS X |
| 《半衰期：蓝色行动》首发日期： - 北美：2001年6月12日 - 欧洲：2001年6月12日 - 日本：2001年6月22日      | 备注： - 《半衰期》的第二款扩展包 - 与Gearbox软件公司合作开发 - 最初定位为《半衰期》Dreamcast版本的扩展内容，但Dreamcast最终停止开发                                            |
| 《胜利之日》首发日期： - 全球：2003年5月1日                                                           | 各平台发行年份： - 2003 – Windows - 2013 – Linux、OS X |
| 《胜利之日》首发日期： - 全球：2003年5月1日                                                           | 备注： - 以第二次世界大战为主题的多人射击游戏 - 其为《半衰期》的一款模组，开发者受雇于Valve                                                                                     |
| 《反恐精英NEO》首发日期： - 日本：2003年                                                              | 各平台发行年份： - 2003 – 街机 |
| 《反恐精英NEO》首发日期： - 日本：2003年                                                              | 备注： - 与南梦宫合作开发 |
| 《反恐精英：零点行动》首发日期： - 全球：2004年3月23日                                                | 各平台发行年份： - 2004 – Windows - 2013 – Linux、OS X |
| 《反恐精英：零点行动》首发日期： - 全球：2004年3月23日                                                | 备注： - 与Gearbox软件、Ritual Entertainment、Rogue Entertainment及Turtle Rock工作室合作开发                                                                                    |
| 《代号：戈登》首发日期： - 全球：2004年5月18日                                                        | 各平台发行年份： 2004 – Windows |
| 《代号：戈登》首发日期： - 全球：2004年5月18日                                                        | 备注： - 由Nuclearvision开发，由Valve发行 - 也被称为《半衰期2D》 - 自Nuclearvision破产后，其Steam商店页面已无法访问，但仍然可以在控制台输入代码“steam://install/92”获取此游戏。 |
| 《反恐精英：起源》首发日期： - 全球：2004年10月7日                                                    | 各平台发行年份： - 2004 – Windows - 2010 – Mac OS X - 2013 – Linux |
| 《反恐精英：起源》首发日期： - 全球：2004年10月7日                                                    | 备注： - 使用Source引擎对《反恐精英》进行的重制 |
| 《半衰期：起源》首发日期： - 全球：2004年11月16日                                                     | 各平台发行年份： - 2004 – Windows - 2013 – Linux、OS X |
| 《半衰期：起源》首发日期： - 全球：2004年11月16日                                                     | 备注： - 使用Source引擎对《半衰期》进行的重制 |
| 《半衰期2》首发日期： - 全球：2004年11月16日                                                          | 各平台发行年份： - 2004 – Windows - 2005 – Xbox - 2007 – Xbox 360、PlayStation 3 - 2010 – Mac OS X - 2013 – Linux - 2014 – Nvidia Shield                                        |
| 《半衰期2》首发日期： - 全球：2004年11月16日                                                          | 备注： - 《半衰期》的续作 - 其后收录进游戏包《橙盒》中 |
| 《半衰期2：死亡竞赛》首发日期： - 全球：2004年12月1日                                                 | 各平台发行年份： - 2004 – Windows - 2010 – Mac OS X - 2013 – Linux |
| 《半衰期2：死亡竞赛》首发日期： - 全球：2004年12月1日                                                 | 备注： - 基于《半衰期2》的独立多人游戏 |
| 《胜利之日：起源》首发日期： - 全球：2005年9月26日                                                    | 各平台发行年份： - 2005 – Windows - 2010 – Mac OS X - 2013 – Linux |
| 《胜利之日：起源》首发日期： - 全球：2005年9月26日                                                    | 备注： - 使用Source引擎对《胜利之日》进行的重制 |
| 《半衰期2：消失的海岸线》首发日期： - 全球：2005年10月27日                                            | 各平台发行年份： - 2005 – Windows - 2013 – OS X、Linux |
| 《半衰期2：消失的海岸线》首发日期： - 全球：2005年10月27日                                            | 备注： - 《半衰期2》的额外关卡，用以展示Source引擎的高动态范围渲染 |
| 《半衰期2：第一章》首发日期： - 全球：2006年6月1日                                                    | 各平台发行年份： - 2006 – Windows - 2007 – Xbox 360, PlayStation 3 - 2010 – Mac OS X - 2013 – Linux - 2014 – Nvidia Shield                                                      |
| 《半衰期2：第一章》首发日期： - 全球：2006年6月1日                                                    | 备注： - 《半衰期2》续章三部曲中的第一章 - 其后收录进游戏包《橙盒》中 |
| 《盖瑞模组》首发日期： - 全球：2006年11月29日                                                         | 各平台发行年份： - 2006 – Windows - 2010 – Mac OS X - 2013 – Linux |
| 《盖瑞模组》首发日期： - 全球：2006年11月29日                                                         | 备注： - 《半衰期2》的模组，由Facepunch工作室开发 - 最初发行于2004年，Valve于2006年发布其独立版本                                                                               |
| 《半衰期2：幸存者》首发日期： - 日本：2006年6月                                                       | 各平台发行年份： 2006 – 街机 |
| 《半衰期2：幸存者》首发日期： - 日本：2006年6月                                                       | 备注： - 与太东合作开发 |
| 《半衰期2：第二章》首发日期： - 全球：2007年10月10日                                                  | 各平台发行年份： - 2007 – Windows、Xbox 360、PlayStation 3 - 2010 – Mac OS X - 2013 – Linux - 2015 – Nvidia Shield                                                              |
| 《半衰期2：第二章》首发日期： - 全球：2007年10月10日                                                  | 备注： - 《半衰期2》续章三部曲中的第二章 - 发行时收录在《橙盒》中 |
| 《传送门》首发日期： - 全球：2007年10月10日                                                           | 各平台发行年份： - 2007 – Windows、Xbox 360、PlayStation 3 - 2010 – Mac OS X - 2013 – Linux - 2014 – Nvidia Shield                                                              |
| 《传送门》首发日期： - 全球：2007年10月10日                                                           | 备注： - 第一人称解谜平台游戏 - 开发团队包括迪吉彭理工学院的毕业生，Valve聘用他们来开发解谜游戏《Narbacular Drop》的续作 - 发行时收录在《橙盒》中                               |
| 《军团要塞2》首发日期： - 全球：2007年10月10日                                                        | 各平台发行年份： - 2007 – Windows、Xbox 360、PlayStation 3 - 2010 – Mac OS X |
| 《军团要塞2》首发日期： - 全球：2007年10月10日                                                        | 备注： - 《军团要塞》的续作 - 发行时收录在《橙盒》中 - 2011年6月变为一款免费游戏                                                                                                |
| 《橙盒》首发日期： - 全球：2007年10月10日                                                             | 各平台发行年份： - 2007 – Windows、Xbox 360、PlayStation 3 |
| 《橙盒》首发日期： - 全球：2007年10月10日                                                             | 备注： - 一款游戏包，包含《半衰期2》《半衰期2：第一章》《半衰期2：第二章》《传送门》和《军团要塞2》 - 由艺电移植至PlayStation 3                                                 |
| 《反恐精英Online》首发日期： - ：2008年1月 - 臺灣：2008年7月 - 中国大陆：2008年11月 - 日本：2009年8月 | 各平台发行年份： - 2008 – Windows |
| 《反恐精英Online》首发日期： - ：2008年1月 - 臺灣：2008年7月 - 中国大陆：2008年11月 - 日本：2009年8月 | 备注： - 与Nexon合作开发 |
| 《求生之路》首发日期： - 全球：2008年11月17日                                                         | 各平台发行年份： - 2008 – Windows、Xbox 360 - 2010 – Mac OS X |
| 《求生之路》首发日期： - 全球：2008年11月17日                                                         | 备注： - 以丧尸世界末日为主题的多人合作第一人称射击游戏 - 由Turtle Rock工作室开发，其在《求生之路》发布前被Valve收购                                                            |
| 《求生之路2》首发日期： - 全球：2009年11月17日                                                        | 各平台发行年份： - 2009 – Windows、Xbox 360 - 2010 – Mac OS X - 2013 – Linux |
| 《求生之路2》首发日期： - 全球：2009年11月17日                                                        | 备注： - 《求生之路》的续作 |
| 《异星禁区》首发日期： - 全球：2010年7月19日                                                          | 各平台发行年份： 2010 – Windows |
| 《异星禁区》首发日期： - 全球：2010年7月19日                                                          | 备注： - 多人合作清版射击游戏 - 原本为《虚幻竞技场2004》的模组，开发者加入Valve后开发为独立游戏 - 免费发行，并附带完整游戏代码和模组工具                                        |
| 《传送门2》首发日期： - 全球：2011年4月18日                                                           | 各平台发行年份： - 2011 – Mac OS X、Windows、PlayStation 3、Xbox 360 - 2014 – Linux                                                                                             |
| 《传送门2》首发日期： - 全球：2011年4月18日                                                           | 备注： - 《传送门》的续作 - 支持Windows、Mac OS X和PlayStation 3之间跨平台游戏 - Valve聘用了《给力涂鸦》的开发者参与《传送门2》的设计                                           |
| 《反恐精英：全球攻势》首发日期： - 全球：2012年8月21日                                                | 各平台发行年份： - 2012 – OS X、PlayStation 3、Windows、Xbox 360 - 2014 – Linux                                                                                                 |
| 《反恐精英：全球攻势》首发日期： - 全球：2012年8月21日                                                | 备注： - 与密道娱乐合作开发 |
| 《Dota 2》首发日期： - 全球：2013年7月9日                                                             | 各平台发行年份： 2013 – Windows、Linux、OS X |
| 《Dota 2》首发日期： - 全球：2013年7月9日                                                             | 备注： - 一款多人在线战斗竞技场游戏 - 其为《魔兽争霸III：混乱之治》模组DotA的续作，其设计师冰蛙加入了Valve - Beta版本发布于2011年                                               |
| 《反恐精英Online2》首发日期： - ：2013年                                                              | 各平台发行年份： - 2013 – Windows |
| 《反恐精英Online2》首发日期： - ：2013年                                                              | 备注： - 与Nexon合作开发 |
| 《反恐精英：丧尸》首发日期： - 全球：2014年10月7日                                                    | 各平台发行年份： 2014 – Windows |
| 《反恐精英：丧尸》首发日期： - 全球：2014年10月7日                                                    | 备注： - 丧尸主题的免费射击游戏 - 与Nexon合作开发 |
| 《求生之路：幸存者》首发日期： - 日本：2014年12月10日                                                 | 各平台发行年份： 2014 – 街机 |
| 《求生之路：幸存者》首发日期： - 日本：2014年12月10日                                                 | 备注： - 与太东合作开发 |
| 《实验室》首发日期： - 全球：2016年4月5日                                                             | 各平台发行年份： 2016 – Windows |
| 《实验室》首发日期： - 全球：2016年4月5日                                                             | 备注： - 免费发行的虚拟现实游戏，以支持HTC的虚拟现实设备HTC Vive - 包含八款迷你游戏，主要设定于《传送门》的世界观中                                                             |
| 《石器牌》首发日期： - 全球：2018年11月28日                                                           | 各平台发行年份： 2018 – Windows、macOS、Linux |
| 《石器牌》首发日期： - 全球：2018年11月28日                                                           | 备注： - 以《Dota 2》为主题的电子交换卡片游戏 - 由《万智牌》的主创理查德·加菲尔德设计                                                                                           |
| 《刀塔霸业》首发日期： - 全球：2020年2月25日                                                          | 各平台发行年份： 2020 – Windows、macOS、Linux、iOS、Android |
| 《刀塔霸业》首发日期： - 全球：2020年2月25日                                                          | 备注： - 其为《Dota 2》模组《刀塔自走棋》的独立版本 - 抢先体验版本最初发行于2019年6月                                                                                           |
| 《半衰期：爱莉克斯》首发日期： - 全球：2020年3月23日                                                  | 各平台发行年份： 2020 – Windows |
| 《半衰期：爱莉克斯》首发日期： - 全球：2020年3月23日                                                  | 备注： - 一款虚拟现实第一人称射击游戏 - 使用Source 2引擎制作 |
| 《光圈科技打工记》首发日期： - 全球：2022年3月2日                                                     | 各平台发行年份： 2022 – Windows、SteamOS |
| 《光圈科技打工记》首发日期： - 全球：2022年3月2日                                                     | 备注： - 一款为掌机Steam Deck专门制作的免费游戏 - 基于传送门系列的游戏世界观 - 使用Source 2引擎制作                                                                             |
| 《反恐精英2》首发日期： - 全球：2023年9月28日                                                         | 各平台发行年份： 2023 – Windows、Linux |
| 《反恐精英2》首发日期： - 全球：2023年9月28日                                                         | 备注： - 取代了《反恐精英：全球攻势》 - 使用Source 2引擎制作 |
| 《死锁》首发日期： - 全球：TBD                                                                        | 各平台发行年份： TBD |
| 《死锁》首发日期： - 全球：TBD                                                                        | 备注： - 一款有著類似MOBA地圖的英雄射擊遊戲 - 已進行Beta測試 |

## 取消及未發行之游戏
Valve曾宣布部分游戏正在进行开发，但最终无限期搁置或取消，包括：
- 《普罗斯佩罗》，一款科幻主题的第三人称冒险游戏。该项目与《半衰期》同时进行开发。[180]由于《半衰期》获得了更多关注，《普罗斯佩罗》团队转而着手开发《半衰期》。[181]
- 《半衰期2：第三章》，游戏于2006年公布，并计划大约在2007年末发行，其将续写《半衰期2：第二章》的故事。21世纪10年代，Valve不再公布该作品的信息，发布日期一直未定，其被认为是雾件。[100][182][183][184][185]
- 《半衰期2：第四章》，也被称为《返回瑞文霍姆》。2006年至2007年，Arkane工作室着手开发这款游戏，然而Valve决定停止该项目。[100][186]2012年，Valve游戏编剧马克·雷德洛（英语：Marc Laidlaw）确认该项目存在，次年，游戏界面截图浮出水面。[186]
- 未命名的《半衰期2》续章，2005年11月，Junction Point工作室（英语：Junction Point Studios）宣布，其正与Valve合作开发一款游戏。[187]2015年4月，Junction Point创始人华伦·史佩特披露该项目为《半衰期2》的续章。由于Junction Point与迪士尼互动工作室（英语：Disney Interactive Studios）签约开发游戏《传奇米奇（英语：Epic Mickey）》，该项目因此终止。[188][189]
- 未命名的角色扮演游戏，一款精灵主题的幻想动作角色扮演游戏，开发至原型阶段，在《求生之路》发布后取消。[190]
- 《十字路口（英语：The Crossing (video game)）》，与Arkane工作室合作开发的第一人称射击游戏。项目公布于2007年，但于2009年陷入停滞。[191]
- 《血之星辰》，一款太空海盗主题的游戏。2012年11月，加布披露了该项目的名称并且确认已经不再开发这款游戏。[192]
- 《众神之谷》，发布于2017年，由Campo Santo（英语：Campo Santo (company)）开发，其于2018年被Valve收购。[193][194]2019年末，这款游戏遭到搁置，游戏开发者转向Valve的其它项目。[195][196]